# Unió estreta

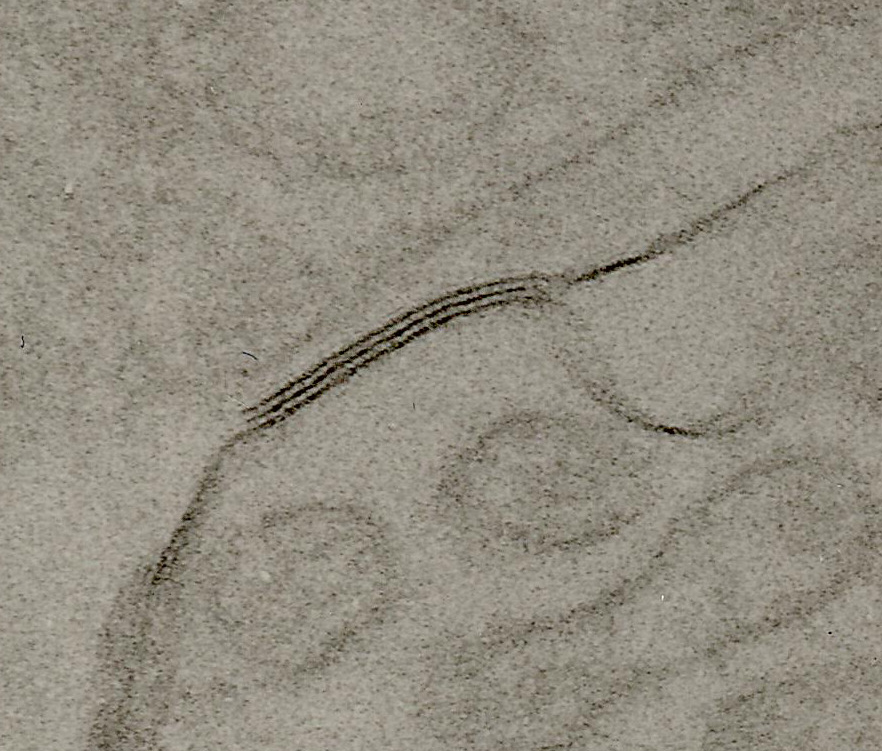
Imatge obtinguda amb microscòpia electrònica de transmissió d'una zònula estreta de cèl·lules del túbul proximal del ronyó d'una rata. Les ratlles fosques corresponen al complex proteic de les unions estretes.

Les unions estretes o zónules oclusives (en anglès: tight junctions) són complexos d'unió cel·lulars exclusius d'algunes cèl·lules polaritzades d'animals vertebrats. La seva funció principal és separar i mantenir la diferenciació de dos dominis evitant la difusió de molècules entre dues solucions diferents.

## Descobriment
Abans de la invenció de la microscòpia electrònica, i per tant, de la possibilitat d'observar les unions estretes, diversos científics varen crear diferents termes per referir-se a les unions estretes: “Schlussleisten”, “Bandalettes de fermeture”, “hoops”, “attachment belts”... El primer estudi seriós sobre les unions estretes el varen dur a terme M.G. Farquhar i G. E. Palade l'any 1963. En aquest estudi el nom que van designar els científics per referir-se a les unions estretes va ésser el de tight junctions, el qual és el que s'ha emprat des de llavors. També es varen identificar les funcions i es varen descriure l'esquema general de les unions estretes i d'altres complexos d'unió cel·lular. No va ésser fins a principis dels anys noranta, quan es varen començar a aïllar i identificar les primeres proteïnes de les zònules oclusives.

## Complexitat i grandària
Les unions estretes són malles planes d'anastomosi formades per filaments proteics que se situen en una estreta franja extracel·lular, la qual rodeja a les cèl·lules polaritzades per la membrana basolateral. Són bandes d'unió o zónules que envolten les cèl·lules per la part de la membrana basolateral propera a la membrana apical. De fet, marquen quan comença una i quan acaba l'altre.
Les unions estretes reben aquest nom, perquè precisament el que fan és estrènyer l'espai entre les membranes laterals de les cèl·lules. Posen en contacte les membranes laterals de les cèl·lules diverses vegades al llarg del pla vertical de la membrana plasmàtica mitjançant un complex de filaments proteics.
La grandària de les unions estretes està al voltant dels 0,5 i 1 micròmetres.

## Composició
Hi ha almenys 40 proteïnes diferents que componen les unions estretes. Aquestes proteïnes consisteixen tant en proteïnes transmembrana com citoplasmàtiques.
Les unions estretes estan formades bàsicament per cinc tipus de proteïnes: les claudines, les ocludines, les proteïnes JAM (Junctional Adhesion Molecules) i les proteïnes Tjp (Tight junctions protein) o ZO (Zonula Occludens protein).

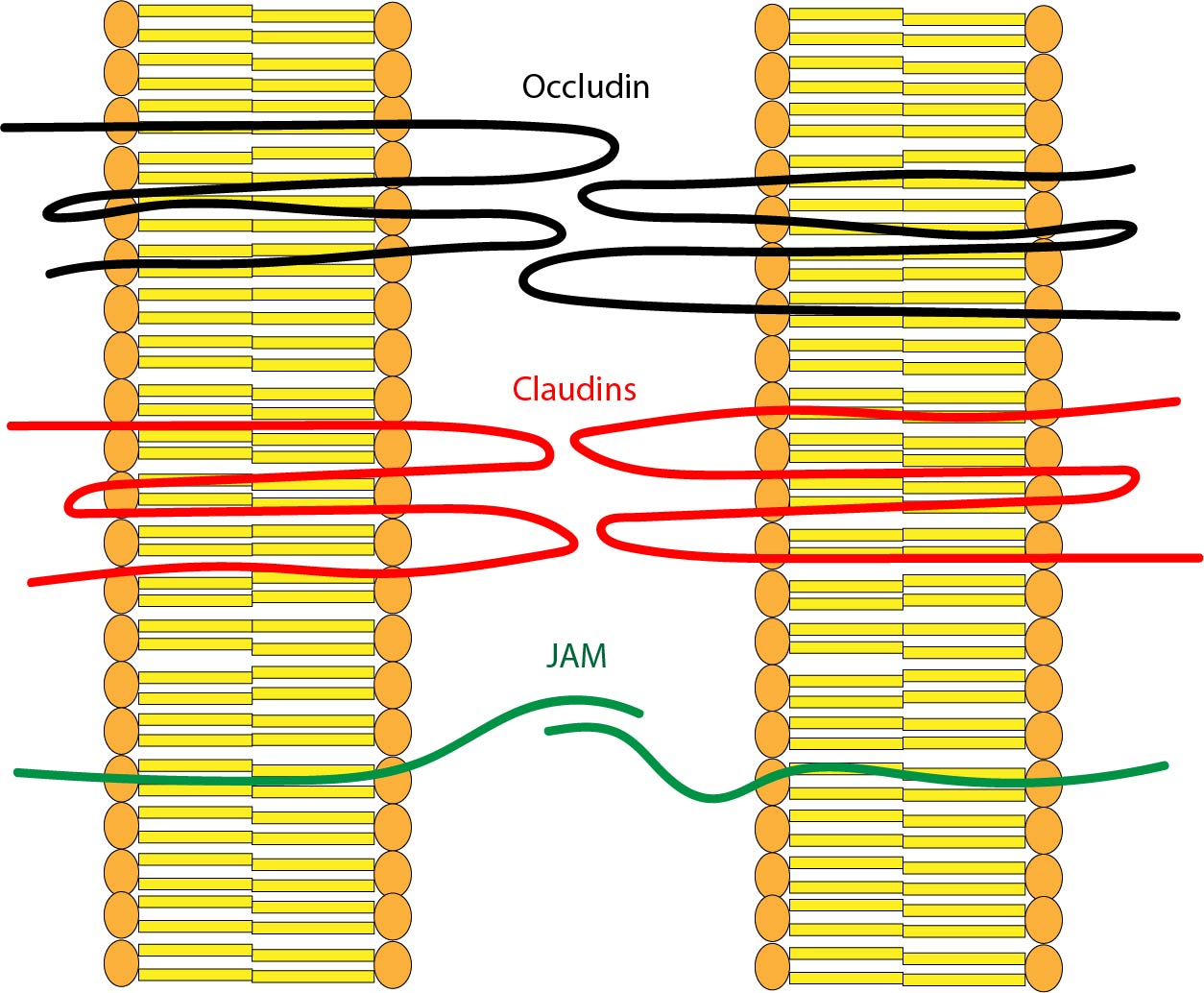
Representació de les proteïnes transmembrana que formen unions estretes: ocludina, claudines i proteïnes JAM.

### Claudines
Les claudines són proteïnes exclusives de les unions estretes i són el seu component més important. El seu nom prové de claudere que vol dir tancar en llatí, que és exactament la seva funció.
Es tracta de proteïnes transmembrana de baix pes molecular (20 – 27 kDa), les quals travessen la membrana plasmàtica quatre vegades i que tenen per tant el grup N-terminal i el grup C-terminal en la part citoplasmàtica de la cèl·lula. El fet que travessin la membrana quatre cops provoca que es formin tres bucles, un al citoplasma petit i dos en el medi extracel·lular més grans. Aquests bucles interaccionen amb bucles d'altres claudines d'altres cèl·lules formant unes barreres, les quals revestides amb altres proteïnes es converteixen en les unions estretes.
En l'ésser humans hi ha fins a 24 proteïnes que pertanyen a aquest grup i les diferents combinacions, les quals es donen en els epitelis permeten obtenir diferents permeabilitats. Aquesta família de proteïnes és vital, ja que una mutació en els gens que tenen informació per la seva síntesi no permet formar les zònules correctament i s'ha demostrat en rates que sense les unions estretes un nounat no pot sobreviure un dia degut a la pèrdua d'aigua per evaporació a través de la pell.
Les barreres de les claudines són selectives i tenen uns pors anomenats pors paracel·lulars pels quals passen uns ions específics, com ocorre a les unions estretes dels ronyons, les quals han de deixar travessar els cations de magnesi (Mg2+) des de l'orina cap a la sang. Una mutació en un gen codificant d'una claudina provoca que es perdi massa Mg2+ per l'orina i, per tant, un mal funcionament del metabolisme.
És habitual que les claudines tinguin dominis associats a proteïnes de bastida (en anglès: scaffold proteins) o a dominis PDZ.

### Ocludines
Les ocludines són semblants a les claudines i com el seu nom indica tenen funcions idèntiques: són proteïnes oclusives. El pes molecular és una mica més elevat que el de les claudines, però segueix essent bastant baix per tractar-se de proteïnes (~ 65 kDa). Tot i així, aquesta diferència vare permetre que fossin descobertes amb anterioritat.
Les ocludines també travessen la membrana citoplasmàtica quatre cops degut a les seves part hidròfobes. Aleshores, també tenen els grups C-terminal i N-terminal a la part citoplasmàtica i formen bucles. L'extrem C-terminal de les ocludines interacciona freqüentment amb nombroses proteïnes citoplasmàtiques i els bucles interaccionen regulant la permeabilitat de les unions. Aquest tipus de transport que travessa l'epiteli s'anomena paracel·lular. Una de les interaccions fonamentals d'aquestes proteïnes és l'associació que s'estableix amb la tricel·lulina (en anglès: tricellulin) que és la proteïna, la qual bloqueja el pas de les molècules en les zones de les unions estretes, a les quals es troben tres cèl·lules (com indica el nom de la proteïna) o simplement, més de dues cèl·lules.
Les ocludines i les tricel·lulines no són tan imprescindibles com les claudines, tot i així diverses malalties estan lligades a la seva funcionalitat, que a més depèn de la seva fosforilació i defosforilació.

### Proteïnes JAM
Les proteïnes JAM són proteïnes que pertanyen a la superfamília de les immunoglobulines i són molt importants per l'acoblament de les unions estretes. També són importants en altres processos independents dels complexos d'unió cel·lular. Tenen un pes molecular de ~40kDa. La seva estructura difereix de la de les altres proteïnes integrals de membrana pel fet que només tenen una proteïna transmembrana en lloc de quatre. Ajuda a regular la funció de la via paracel·lular de les unions estretes i també contribueix a mantenir la polaritat cel·lular.

### Proteïnes Tjp o ZO
Les proteïnes Tjp o ZO són proteïnes de baix pes molecular que lliguen les claudines, les ocludines, la tricel·lulina i altres proteïnes de les zònules oclusives al citoesquelet de les cèl·lules concretament als filaments d'actina. Les Tjp o proteïnes ZO poden associar-se entre elles per augmentar la resistència mecànica. Exemples d'aquestes proteïnes són la TJP1 o la ZO-1 i la TJP2 o la ZO-2.
També hi ha altres proteïnes que s'encarreguen de modular la polaritat de la cèl·lula controlant el transport d'alguns components de membrana que són dirigits cap al seu domini.

## Funcions

Esquema de les unions estretes. Les unions estretes segellen cèl·lules epitelials adjacents en una banda estreta just a sota de la seva superfície apical.

Els epitelis són teixits molt importants per als éssers vius superiors. De fet, el 60% de les cèl·lules dels animals vertebrats són cèl·lules epitelials. Els epitelis han estat fonamentals per a l'evolució de molts éssers vius, ja que han permès separar i crear compartiments. Tenen funcions anàlogues a les que tenen les membranes a la cèl·lula, és a dir, mantenen les diferències químiques de fluids situats a diferents compartiments servint com a barreres amb una permeabilitat selectiva. Això explica la importància de les unions estretes perquè són aquests complexos d'unió cel·lular, els quals permeten als epitelis ésser més o menys impermeables.
Els epitelis acostumen a estar lligats a un teixit per una banda i estar lliures de lligadures per una altra banda. La part de l'epiteli, la qual es troba unida rep el nom de part basal, mentre que la part apical és la part no lligada, la qual normalment és una part que està en contacte amb la llum d'un conducte o amb el lumen d'un compartiment. El mateix passa amb les cèl·lules epitelials, que precisament es troben polaritzades per les diferències entre la part basal i l'apical. La membrana apical i la membrana basal presenten sempre diferències en la composició -bàsicament proteica- i freqüentment en la forma. El límit entre la membrana apical i la membrana basal el marquen justament les unions estretes.
La funció més òbvia de les unions estretes és mantenir les cèl·lules en contacte i en principi impedir el transport paracel·lular de molècules. Moltes vegades sí que existeix un transport paracel·lular de molècules petites com ions, però sempre és un transport selectiu i depèn de cada teixit, per tant, igual que la membrana plasmàtica, les unions estretes actuen com membranes semipermeables.
La permeabilitat de les zónules oclusives per a molècules depèn de la composició de les unions estretes i de la grandària de les molècules, així com de la seva càrrega. La capacitat de les unions estretes per ésser impermeables a ions s'incrementa logarítmicament amb la quantitat d'estructures filamentoses que posseeix. Totes les unions estretes són impermeables a macromolècules, però la permeabilitat de les molècules petites és molt variable, com és el cas de les unions estretes de l'epiteli de l'intestí prim, les quals són 10.000 vegades més permeables als cations de sodi (Na+) que les unions estretes de la bufeta. En canvi la membrana de l'intestí prim és completament impermeable a la glucosa, la qual travessa l'epiteli intestinal gràcies a un transport transcel·lular. En el transport actiu de la glucosa, aquesta molècula entra a la cèl·lula epitelial a través d'un transport actiu mitjançant proteïnes transportadores de sodi-glucosa situades a la membrana apical. Després la glucosa travessa la membrana basal per difusió facilitada (passivament) i entra en el domini basal. Perquè la glucosa no retorni a la llum de l'intestí és necessària una total impermeabilitat de les unions estretes per a la glucosa. Les unions estretes s'encarreguen, per tant, de regular el transport paracel·lular i s'encarreguen també que el transport transcel·lular tingui sentit.
Una altra funció de les zónules oclusives és mantenir la polaritat de les cèl·lules del teixit. Les unions estretes marquen el començament i el final dels dominis basal i apical, però també poden participar en el transport específic entre dominis. Aquest transport és dut a terme per proteïnes específiques que es troben associades a les claudines i a les ocludines.
Les unions estretes s'encarreguen, per exemple, de fer que les proteïnes transportadores de sodi-glucosa situades a la membrana apical de les cèl·lules epitelials de l'intestí prim no apareguin a la membrana basal, el contrari del que fan amb les proteïnes, les quals permeten la sortida de la glucosa a la part basal mitjançant la difusió facilitada.

## Classificació
Les unions cel·lulars es poden classificar segons la seva funció o segons la seva forma.
La classificació segons la funció distingeix les unions oclusives, unions d'ancoratge, unions de canals de comunicació i unions de transmissió de senyals.
Les unions oclusives tenen les funcions de les unions estretes descrites anteriorment. Les unions estretes són les unions oclusives pròpies dels vertebrats, les quals en invertebrats són conegudes com a unions septades.
Les unions d'ancoratge tenen només la funció d'unir les cèl·lules mecànicament ajuntant els seus citoesquelets. Entre les unions d'ancoratge es distingeixen les unions que lliguen els filaments d'actina i els que lliguen els filaments intermedis. En el cas dels complexos que lliguen els filaments d'actina, hi ha les unions adherents, les quals són entre dues cèl·lules i les unions focals, que són entre la cèl·lula i la matriu extracel·lular. En el cas dels filaments intermedis, les unions entre dues cèl·lules són conegudes com a desmosomes i els complexos d'unió entre la cèl·lula i la matriu extracel·lular són anomenats hemidesmosomes.
Les unions de canals de comunicació permeten la comunicació directa entre cèl·lules i l'intercanvi de certes substàncies. Hi ha dos tipus: les unions de tipus gap i els plasmodesmes, els quals són exclusius de vegetals.
Les unions de transmissió de senyals són complexos que permeten la propagació de l'impuls nerviós i només hi ha un tipus.
Segons la seva forma, els complexos d'unió cel·lular es poden agrupar en bandes d'unió o zónules i en unions puntuals o màcules.
Les bandes d'unió o zónules envolten la cèl·lula completament i formen una mena de cinturó, el qual uneix la cèl·lula amb totes les cèl·lules veïnes. Les unions estretes i les zónules adherents són dos exemples de bandes d'unió.
Les màcules o unions puntuals són complexos d'unió que ajunten dues cèl·lules en un lloc molt específic de la membrana. Exemples d'unions puntuals són les unions de tipus gap o els desmosomes.
Tots els tipus de complexos d'unió cel·lular estan interrelacionats i treballen coordinadament. S'ha demostrat que si es bloqueja la formació d'unions adherents es bloqueja també la formació de les unions estretes. El conjunt de complexos d'unió interrelacionats d'una mateixa cèl·lula és anomenat en anglès junctional complex, que vol dir senzillament «complex d'unió».
Les unions estretes permeten classificar els epitelis en atapeïts (en anglès: tight) o foradats (en anglès: leaky) segons la permeabilitat de les unions estretes. Les unions molt impermeables es troben als teixits atapeïts, per exemple el túbul contornejat distal del ronyó i les unions menys impermeables es troben als epitelis foradats com el túbul proximal del ronyó.

Esquema dels principals complexos d'unió: Unió comunicant; Unió adherent; Unió estreta (aquest article); Desmosoma